# Hypocaccus gemmeus
Hypocaccus gemmeus är en skalbaggsart som först beskrevs av Lewis 1888.  Hypocaccus gemmeus ingår i släktet Hypocaccus och familjen stumpbaggar. Inga underarter finns listade i Catalogue of Life.